# Haniwa
Els Haniwa (Haniwa (埴輪) (埴輪?),) són figures de terracota que van ser elaborades per al seu ús en rituals i soterrades com a objectes funeraris durant el període Kofun de la història del Japó, període durant el qual es va desenvolupar una classe aristòcrata de governants militars, els quals van quedar representats en els haniwa.
La figura haniwa estava destinada a protegir i acompanyar els difunts després de la mort. En u primer moment tenien formes geomètriques sencilles com els cercles, de fet els haniwa, signifiquen literalment «cercles de fang» en japonès. Són considerades una de les mostres artístiques més representatives del període Kofun, entre els segles iii i VI d. C. És en aquest moment quan comencen a construir-se grans túmuls funeraris (en els que soterraven a les elits i als membres de les famílies dirigents) que sovint adoptaven una forma de forat de pany sobre les tombes. Les figures haniwa es col·locaven a la superfície.
Els haniwa més importants van ser trobats en Honshū, especialment a la regió Kinai, i la part nord de Kyūshū.
Com que els haniwa mostren la vestimenta, arquitectura i eines d'aquest període, aquestes escultures constitueixen un arxiu històric de gran importància.

Les grans sepultures dels emperadors Ōjin (346-395) i Nintoku (395-427), on van aparèixer diverses joies, armes, sarcòfags de pedra o terracota, ceràmica i unes figures antropomòrfiques de terracota  anomenades haniwa, formades per un pedestal cilíndric i un mig bust. Aquestes estatuetes eren d'uns 60 centímetres, sense  expressió, tan sols unes esquerdes en els ulls i la boca, encara que constitueixen una mostra de gran rellevància de l'art d'aquesta època. Segons la seva vestimenta i utensilis es distingeixen diversos oficis en aquestes figures, com a grangers, soldats, sacerdotesses, cortesanes, músics i ballarins. A la fi d'aquest període també van aparèixer figuretes d'animals, especialment cérvols, gossos, cavalls, senglars, gats, pollastres, ovelles i peixos.

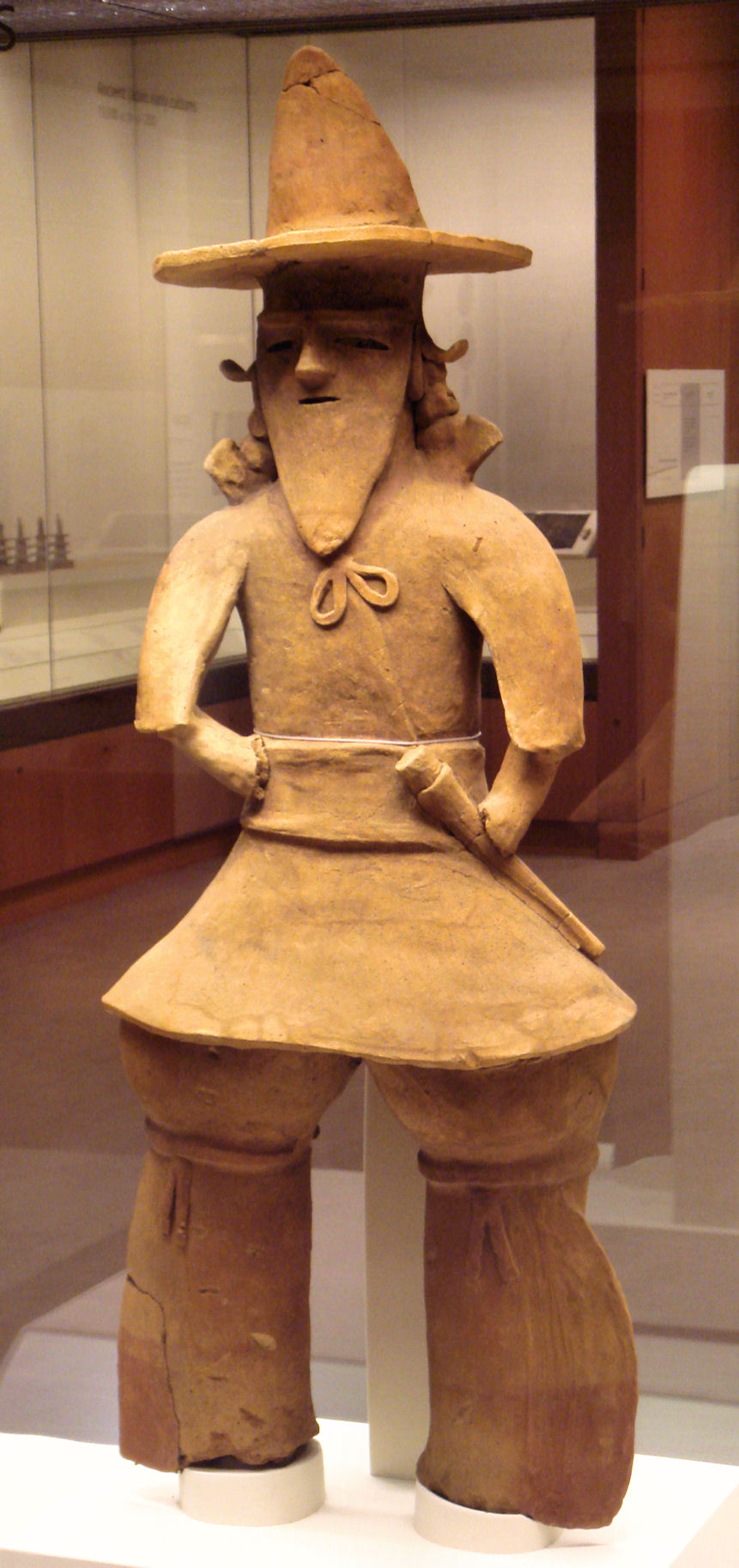
Haniwa d'un cacic, Ibaraki, circa 500 AD.
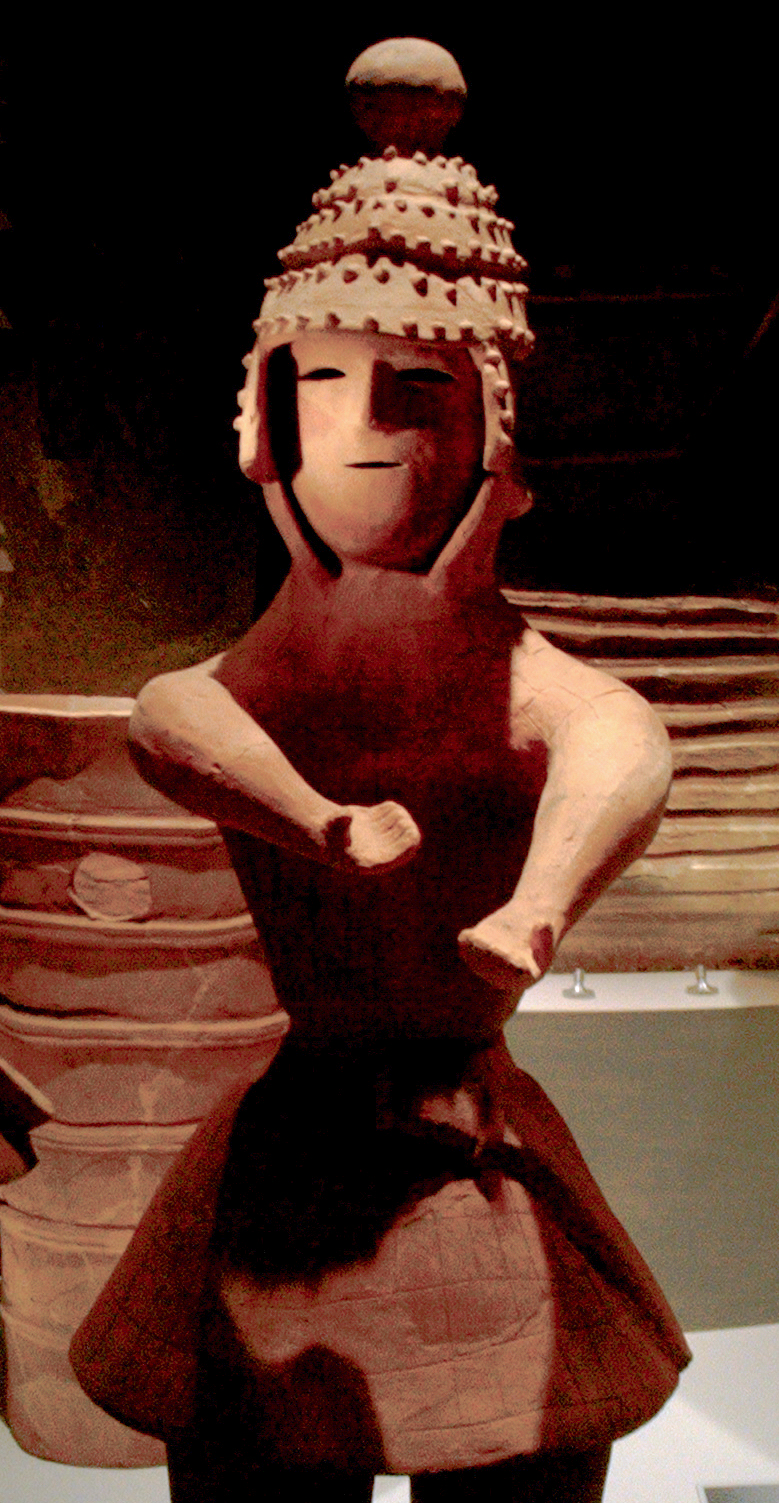
Haniwa de soldat (Funazuka Kofun).
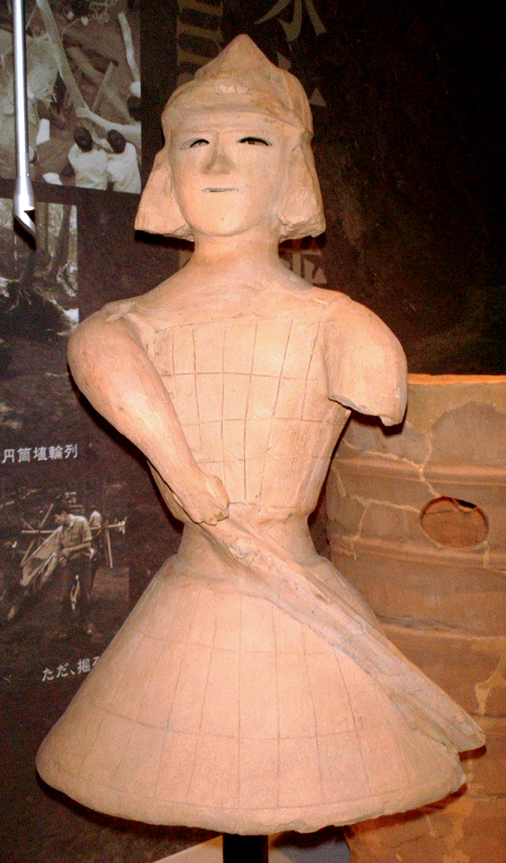
Haniwa de soldat (Funazuka Kofun).
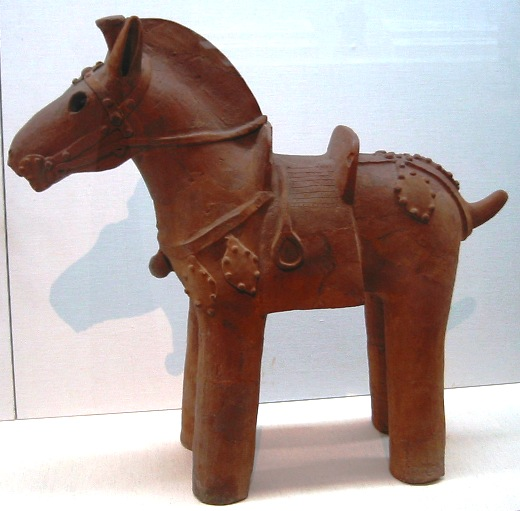
Haniwa d'un cavall, complet amb cadira de muntar i estreps, segle vi.
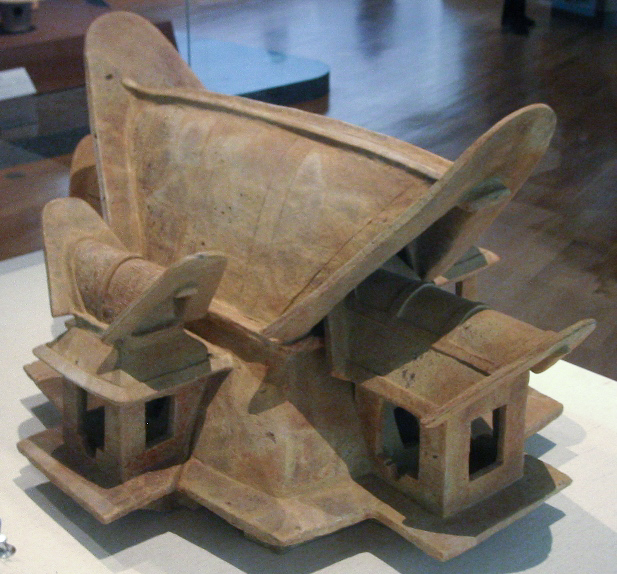
Haniwa d'una maqueta funerària.
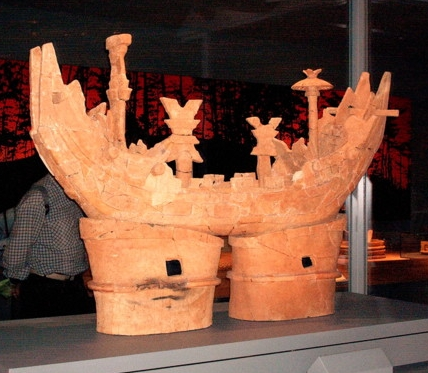
Haniwa d'un vaixell.